# Rubino (Automobilhersteller)
Rubino war ein italienischer Hersteller von Automobilen.

## Unternehmensgeschichte
Ernesto Rubino, der bereits seit 1906 in Turin die Officine di Netro S.A. betrieb, gründete 1920 in Netro das Unternehmen zur Produktion von Automobilen. Konstrukteur war Fiorentino Lamberti, der zuvor bei Società Ligure Piemontese Automobili tätig war. 1923 endete die Produktion nach nur wenigen hergestellten Exemplaren. Die Società T.A.U. übernahm.

## Fahrzeuge
Das einzige Modell war der Tipo Unico. Er hatte einen Vierzylindermotor mit seitlichen Ventilen und 2297 cm³ Hubraum. Die Kraftübertragung erfolgte mittels einer Kardanwelle. Das Getriebe verfügte über vier Gänge. Besonderheit war eine hohe Getriebeuntersetzung für Bergfahrten. Die bauartbedingte Höchstgeschwindigkeit war mit 70 km/h angegeben.